# San Giusto Canavese
San Giusto Canavese is een gemeente in de Italiaanse provincie Turijn (regio Piëmont) en telt 3143 inwoners (31-12-2004). De oppervlakte bedraagt 9,6 km², de bevolkingsdichtheid is 327 inwoners per km².

## Demografie
San Giusto Canavese telt ongeveer 1303 huishoudens. Het aantal inwoners steeg in de periode 1991-2001 met 7,7% volgens cijfers uit de tienjaarlijkse volkstellingen van ISTAT.
| Jaar | Inwoneraantal |
| ---- | ------------- |
| 1991 | 2861          |
| 2001 | 3080          |

## Geografie
San Giusto Canavese grenst aan de volgende gemeenten: San Giorgio Canavese, Feletto, Foglizzo, Bosconero.

## Impressie

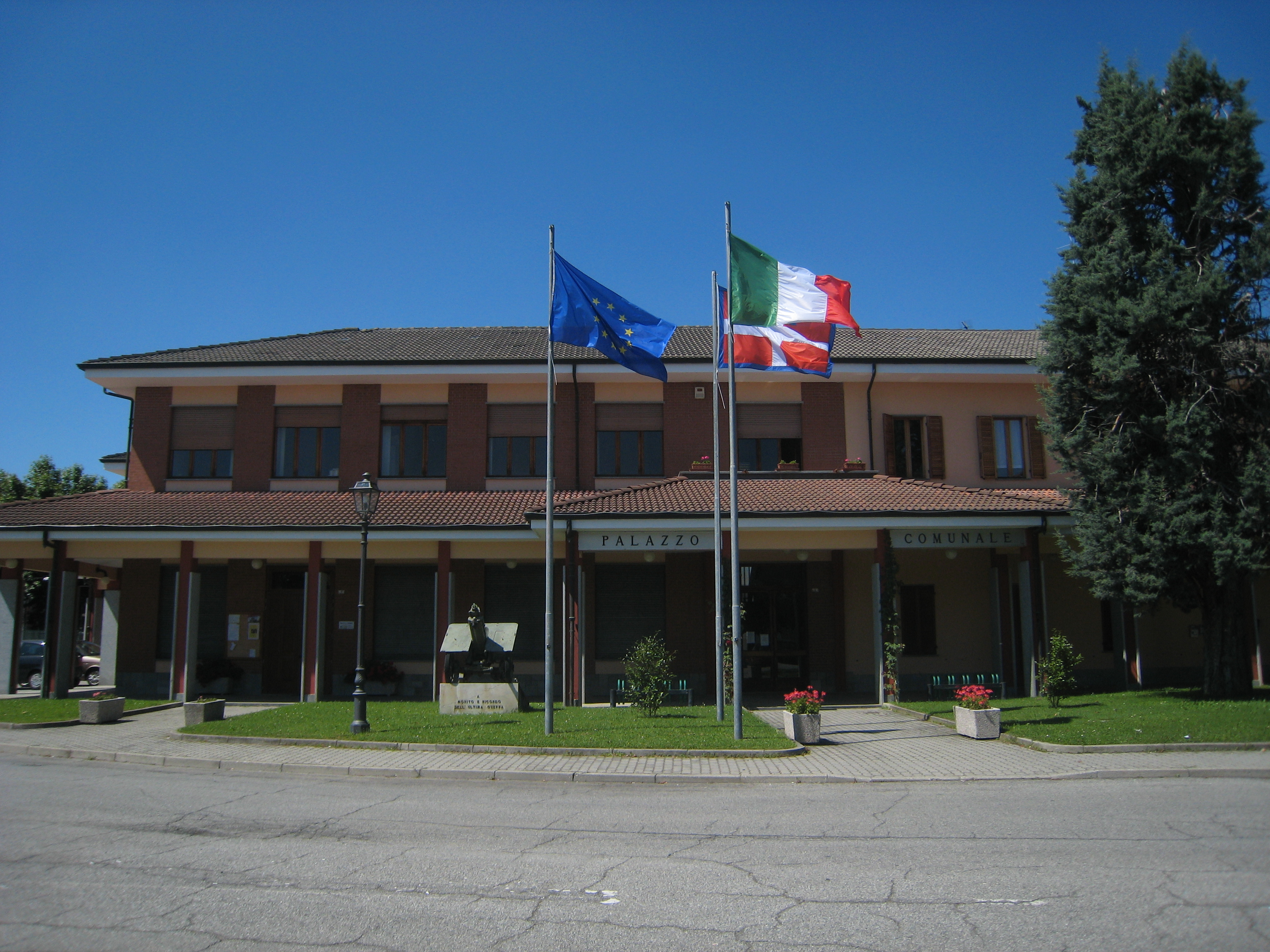
Gemeentehuis
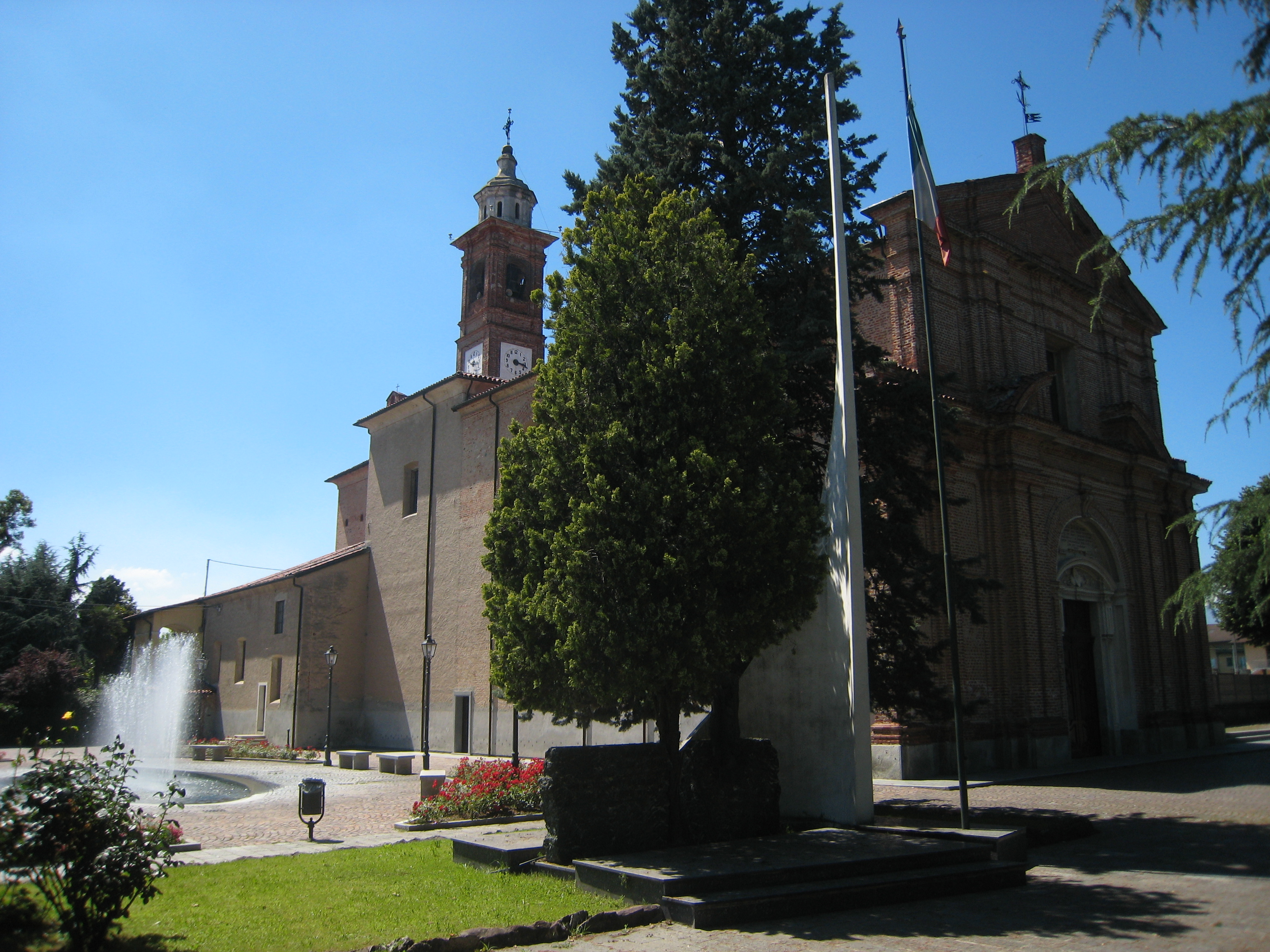
Parochiekerk